# 땡스 포 쉐어링
《땡스 포 쉐어링》(영어: Thanks for Sharing)은 2012년 공개된 미국의 코미디 드라마 영화이다. 뉴욕 성 의존증 환자 모임(Sex Addicts Anonymous, SAA) 회원들이 금욕, 절제, 재발을 반복하며 자조하는 과정을 그렸다.

## 출연
- 마크 러펄로 - 애덤 역
- 팀 로빈스 - 마이크 역
- 귀네스 팰트로 - 피비 역
- 조시 개드 - 닐 역
- 조엘리 리처드슨 - 케이티 역
- 얼리샤 무어 - 디디 역
- 패트릭 퓨깃 - 대니 역
- 캐럴 케인 - 로버타 역
- 미케일라 왓킨스 - 마니 역
- 아이제이아 휘틀록 주니어 - 찰스 역
- 에밀리 미드 - 베키 역
- 푸르나 자가나탄 - 릴리 카자니 역
- 데이비드 웨인 - SAA 회원 역
- 브라이언 코플먼

## 기타 제작진
- 배역: 에이비 코프먼
- 미술: 베스 미클
- 세트: 리사 닐슨
- 의상: 페기 A. 슈니처
- 분장: 린다 그라임스
- 헤어: 콜린 캘러헌
- 제작 관리: 데이비드 코플런
- 특수 효과: 드루 지리타노
- 시각 효과: 루크 디토마소
- 음향 감독: 루이스 골드스타인
- 조감독: 더그 토레스